# Ordine della Corona (Thailandia)
Il Molto Nobile Ordine della Corona di Thailandia (in thailandese เครื่องราชอิสริยาภรณ์อันมีเกียรติยศยิ่งมงกุฎไทย) è un ordine cavalleresco thailandese, fondato nel 1869 dal Re Rama V per ricompensare i dignitari tailandesi e stranieri al servizio del regno.
L'ordine era originariamente suddiviso in 7 classi. La classe speciale venne aggiunta dal Re Rama VI nel 1918.

## Classi
- Cavaliere con Gran Cordone (Classe Speciale)

in tailandese: มหาวชิรมงกุฎ ( má-hăa wá-chi-ra mong-gòod)
postnominale: ม.ว.ม.
- Cavaliere di Gran Croce (I Classe)

in tailandese: ประถมาภรณ์มงกุฎไทย (bprà-tà-măa-pon mong-gòod tai)
postnominale: ป.ม.
- Cavaliere Commendatore (II Classe)

in tailandese: ทวีติยาภรณ์มงกุฎไทย (tá-wee dtì yaa pon mong-gòod tai)
postnominale: ท.ม.
- Commendatore (III Classe)

in tailandese: ตริตาภรณ์มงกุฎไทย (dtrì dtraa pon mong-gòod tai)
postnominale: ต.ม.
- Compagno (IV classe)

in tailandese: จัตุรถาภรณ์มงกุฎไทย (jat-dtoo-rat-tăa-pon mong-gòod tai)
postnominale: จ.ม.
- Membro (V Classe)

in tailandese: เบญจมาภรณ์มงกุฎไทย (ben-jà maa pon mong-gòod tai)
postnominale: บ.ม.
- Medaglia d'Oro (VI Classe)

in tailandese: เหรียญทองมงกุฎไทย (rĭan tong mong-gòod tai)
postnominale: ร.ท.ม.
- Medaglia d'Argento(VII Classe)

in tailandese: เหรียญเงินมงกุฎไทย (rĭan ngern mong-gòod tai)
postnominale: ร.ง.ม.
| Nastri             | Nastri                 | Nastri                  | Nastri                    |
| ------------------ | ---------------------- | ----------------------- | ------------------------- |
| Medaglia d'Argento | Medaglia d'Oro         | Membro                  | Compagno                  |
| Commendatore       | Cavaliere Commendatore | Cavaliere di Gran Croce | Cavaliere di Gran Cordone |

## Insigniti notabili
- Robert Nünlist
- Carlo di Limburg-Stirum
- Enrico Adami Rossi